# Val-de-Chaise
Val-de-Chaise es una comuna nueva francesa situada en el departamento de Alto Saona, de la región de Auvernia-Ródano-Alpes.

## Historia
Fue creada el 1 de enero de 2016, en aplicación de una resolución del prefecto de Alto Saona de 9 de noviembre de 2015 con la unión de las comunas de Cons-Sainte-Colombe y Marlens, pasando a estar el ayuntamiento en la antigua comuna de Marlens.

## Demografía
| Gráfica de evolución demográfica de Val-de-Chaise entre 1800 y 2013 |
|                                                                     |

Los datos entre 1800 y 2013 son el resultado de sumar los parciales de las dos comunas que forman la nueva comuna de Val-de-Chaise, cuyos datos se han cogido de 1800 a 1999, para las comunas de Cons-Sainte-Colombe y Marlens de la página francesa EHESS/Cassini. Los demás datos se han cogido de la página del INSEE.

## Composición
| Comuna delegada     | Código INSEE | Población (2013) | Superficie (km²) | Densidad (hab./km²) |
| ------------------- | ------------ | ---------------- | ---------------- | ------------------- |
| Cons-Sainte-Colombe | 74084        | 372              | 3.47             | 107                 |
| Marlens             | 74167        | 909              | 15.23            | 60                  |